# Рукшенас, Арвидас
Арвидас Рукшенас (лит. Arvydas (Arvidas) Rukšenas; 13 декабря 1970, Таллин) — советский и литовский футболист, полузащитник.

## Биография
В 1988 году провёл один матч во второй лиге СССР за клуб «Спорт» (Таллин). В 1989 году в составе таллинской «Звезды» победил в чемпионате Эстонской ССР среди КФК.
С 1992 года выступал в высшей лиге Эстонии за «Динамо» (Таллин), за первые три сезона сыграл 32 матча и забил 8 голов. Лучший бомбардир клуба в сезоне 1993/94 (5 голов). В сезоне 1994/95 продолжал играть за «Динамо» в первой лиге. В 1995 году перешёл в «Марлекор» (Таллин) и провёл в клубе два сезона, стал бронзовым призёром чемпионата Эстонии 1995/96.
С 1997 года играл в низших лигах Эстонии за таллинские «Динамо», «Вигри» и «Штромми». Вместе с «Динамо» в первой половине 2000-х годов поднялся из второй лиги в высшую, где в 2005 году сыграл 3 матча. Затем продолжил играть в низших лигах за «Штромми», выходил на поле в 45-летнем возрасте.
Всего в высшем дивизионе Эстонии сыграл 66 матчей и забил 12 голов.